# Route 5 (Ontario)
Pour les articles homonymes, voir Route 5.
La route 5 est une courte route provinciale de l'Ontario étant située au nord d'Hamilton. Elle ne mesure que 12 kilomètres au total.

## Description du Tracé
La route 5 commence sur la Route 8 au nord-ouest d'Hamilton. Elle se dirige vers l'est pendant 12 kilomètres avant de terminer sa course sur la Route 6 au nord d'Hamilton et à l'ouest de Burlington.
Dans le fond, la route 5 ne fait que relier la Route 8 à la Route 6 en direction de Burlington et de Toronto via la Queen Elizabeth way. De plus, elle ne possède aucune intersections majeures excepté les routes 6 et 8 aux 2 extrémités de la route. 